# Луцій Валерій Катулл Мессалін
Луцій Валерій Катулл Мессалін (лат. Lucius Valerius Catullus Messallinus; 40 — 95) — політичний діяч ранньої Римської імперії, консул 73 року, консул-суффект 853 року.

## Життєпис
Походив з патриціанського роду Валеріїв. Син Луція Валерія Катулла, потифіка у 37—42 роках, та Статілії Мессаліни. Про молоді роки мало відомостей. У 73 році обрано консулом разом з Доміціаном. Не відзначався якимось здібностями у державницьких справах. У 85 році став консулом-суффектом. За правління імператора Доміціана ганебно прославився як донощик, який знищив багатьох впливових сенаторів. Катулл, навіть втративши зір, не припинив своєї обвинувальної діяльності. Своєю улесливістю до Доміціана та жорстокістю накликав на себе загальну ненависть.

## Родина
Дружина — Фабія Фабулла
Діти: 
- Фабулла Азіатіка